# Körösladány
Körösladány is een plaats (város) en gemeente in het Hongaarse comitaat Békés. Körösladány telt 5114 inwoners (2002).

## Geboren
- Baron Béla Wenckheim (1811-1879), Hongaars premier
- Lajos Tüköry (1830-1860), officier bij de Ottomanen alsook Roodhemd tijdens de eenmaking van Italië